# كابرولاكتام
كابرولاكتام هو مركب عضوي من مجموعة اللاكتامات (أميدات حلقية)، له الصيغة الكيميائية C6H11NO والتي تكون على شكل حلقة سباعية، ويكون في الشروط العادية من الضغط ودرجة الحرارة على شكل صلب أبيض اللون.

## التحضير
يحضر الكابرولاكتام من حلقي الهكسانون (1)، والذي يحوّل إلى الأكسيم الموافق (2)، والذي بدوره يخضع إلى تفاعل إعادة ترتيب بكمان عند معالجته بحمض الكبريتيك ليعطي كابرولاكتام (3).
في السابق كان كابرولاكتام يحضر من تفاعل كابرولاكتون مع الأمونياك.

## الخصائص
- في الشروط العادية من الضغط ودرجة الحرارة يكون كابرولاكتام على شكل صلب أبيض اللون، له انحلالية جيدة جداً في الماء.
- يتفكك كابرولاكتام عند التسخين ليعطي الأمونياك وأكاسيد النتروجين.

## الاستخدامات
يستخدم كابرولاكتام بشكل رئيسي كمادة أولية في صناعة نايلون 6، وهو بوليمر شائع الاستخدام والإنتاج في الصناعة.
يتم ذلك عن طريق تفاعل حلمهة للمركب:
ثم يبدأ بالتفاعل مع نفسه في تفاعل بلمرة: